# Berardius arnuxii
Il berardio australe (Berardius arnuxii) è una delle due specie del genere Berardius, l'altra è il berardio boreale che alcuni credono si tratti della stessa specie. Le differenze delle due specie riguardano soprattutto l'area geografica di diffusione. Ricorda inoltre l'iperodonte australe. È uno zifide con denti visibili in entrambi i sessi.

## Descrizione
Gli adulti misurano dai 7,8 ai 9,7 metri di lunghezza e pesano dalle 7 alle 10 tonnellate. I piccoli misurano circa 4,5 m.

## Distribuzione

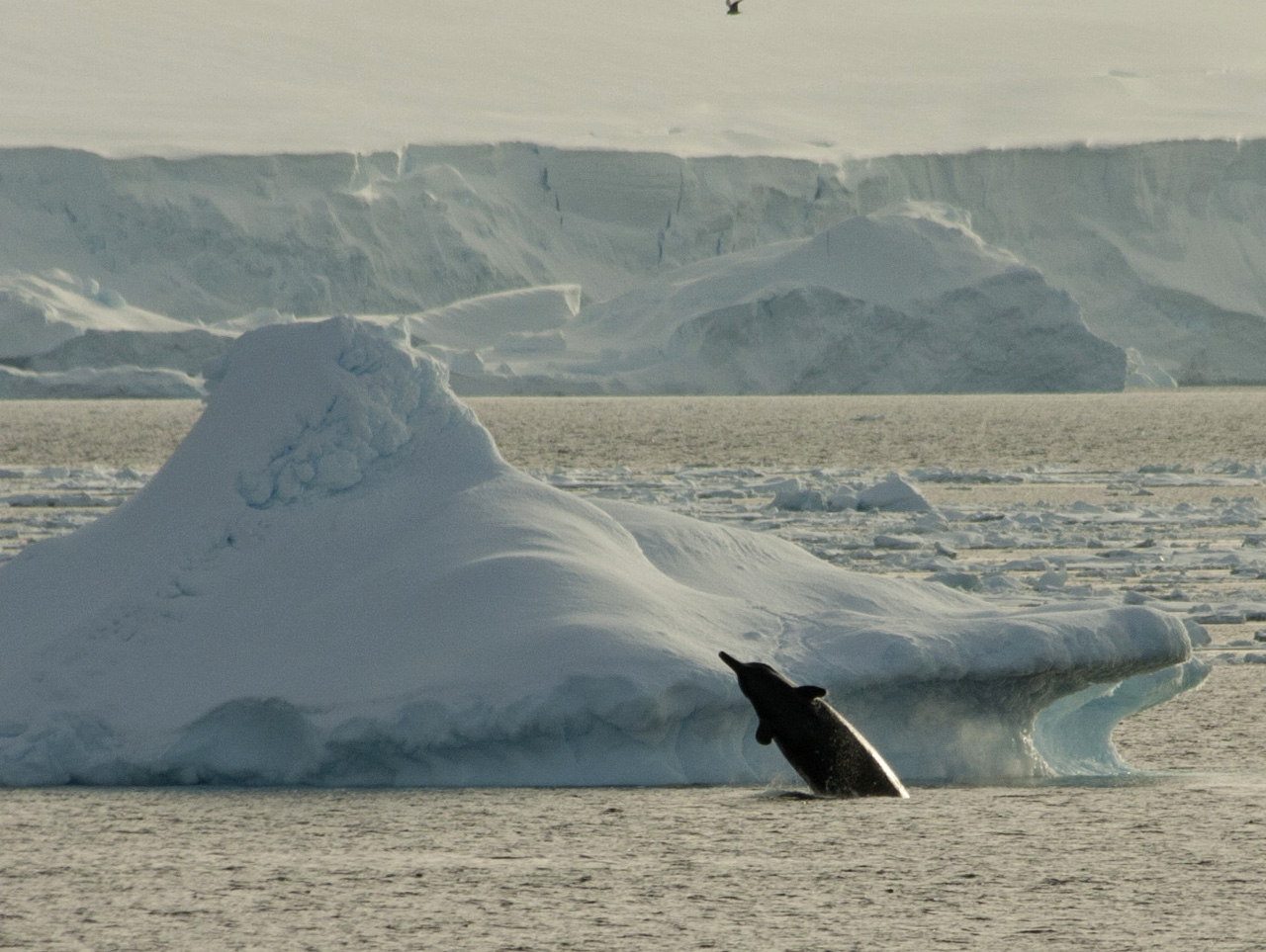
Berardio australe in Antartide

È stato segnalato in Nuova Zelanda nello Stretto di Cook, nel Mare di Tasman e nel Sud Pacifico.